# Ретардер

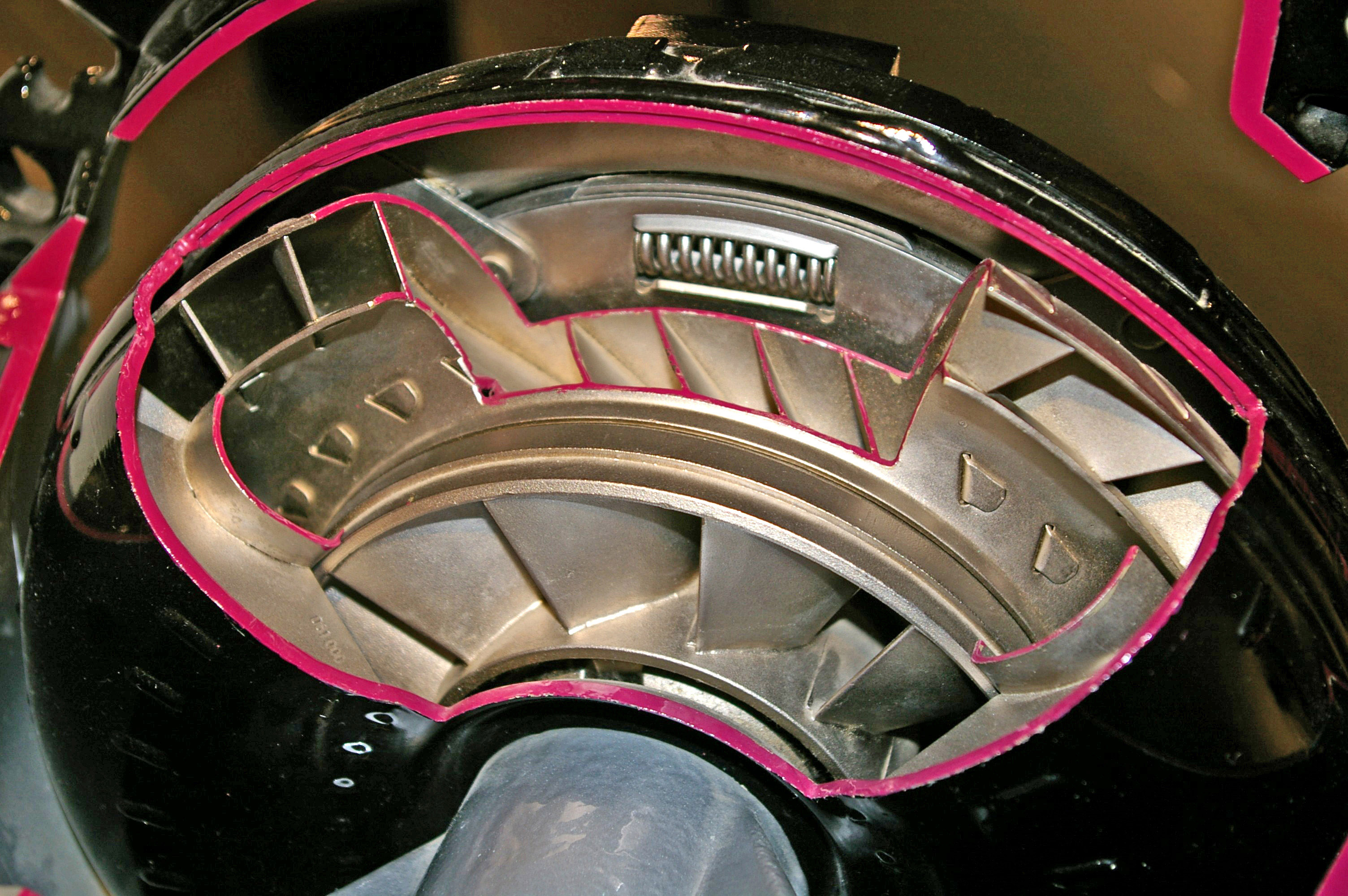
Гідротрансформатор, відкритий, схожий на ретардер

Ретардер (англ. retarder — «сповільнювач») — пристрій, розташований на вторинному (рідше на первинному) валу КПП і призначений для зниження швидкості його обертання (власне, пригальмовування автомобіля без допомоги робочої гальмівної системи), також має назву «гальмо-сповільнювач». Їхнє використання необхідно для експлуатації транспортних засобів в гірських умовах на тривалих спусках. З великої кількості схем найчастіше застосовуються електромагнітна і гідравлічна. Перевага першої схеми — ефект рекуперації енергії, а другої — компактність і мала вага. Встановлюється найчастіше на середньотоннажних вантажівках і малих автобусах.
Зазвичай вони не здатні зупиняти транспортні засоби, оскільки їхня ефективність зменшується зі зниженням швидкості автомобіля. Натомість вони зазвичай використовуються як додаткова допомога для уповільнення транспортних засобів, причому остаточне гальмування здійснюється за допомогою звичайної фрикційної гальмівної системи. Додаткова перевага, яку здатні забезпечити сповільнювачі, — це збільшення терміну служби фрикційного гальма, оскільки воно використовується рідше, особливо на вищих швидкостях. Крім того, пневматичні гальма виконують подвійну роль у збереженні тиску повітря.
Фрикційні гальмівні системи схильні до згасання гальм при тривалому використанні протягом безперервних періодів, що може бути небезпечним, якщо ефективність гальмування падає нижче рівня, необхідного для зупинки транспортного засобу: наприклад, якщо вантажівка чи автобус спускається з довгого спуску, в іншому випадку для безпечної зупинки знадобиться щось на кшталт рампи для аварійної зупинки. З цієї причини важковагові транспортні засоби часто оснащені додатковою системою, яка не базується на принципі тертя.
Сповільнювачі не обмежуються автомобільними транспортними засобами, вони також можуть використовуватися в залізничних системах. Британський прототип потяга Advanced Passenger Train використовував гідравлічні сповільнювачі, щоб дозволити високошвидкісному поїзду зупинятися на тій же відстані, що й стандартні низькошвидкісні поїзди, оскільки система, заснована на чистому терті, була неефективною.
Також ретардером називається спеціальний вигин гоночної траси для сповільнення руху під час перегонів.